# Jack Brymer
John Alexander ("Jack") Brymer (South Shields, 27 januari 1915 - 15 september 2003) was een Engels klarinettist.

## Jeugd en opleiding
Brymer begon op vierjarige leeftijd te spelen op de klarinet van zijn vader en leerde zichzelf spelen zonder les te krijgen. Het instrument was een A-klarinet met een scherpe toon, maar gaandeweg leerde hij het instrument beheersen en kreeg op school notenles. Hij ging spelen in lokale muziekgroepen en amateurorkesten als teenager met volwassenen en leerde als autodidact gaandeweg te spelen. Toen hij zeventien was, was hij eindelijk in staat om een paar degelijke klarinetten, een bes- en een a-klarinet, aan te schaffen van zijn spaargeld voor het bedrag van £ 19. Hij volgde een opleiding tot onderwijzer en leraar met de specialisatie muziek aan het Goldsmiths College in Londen en werd daarna leraar aan de Heath Clark School in Croydon en bleef daarnaast actief als amateur-musicus en klarinettist in orkesten.

## Orkest
Hij werd in 1947 benoemd tot eerste klarinettist van het Royal Philharmonic Orchestra in Londen. Hij hoefde niet te solliciteren maar werd gevraagd door de blaassectie van het orkest om de post te vervullen, wat zeer uniek was omdat hij geen formele conservatoriumopleiding had gevolgd. Tot 1963 vormde hij samen met de hoornist Dennis Brain, de fagotspeler Gwydion Brooke, de fluitist Gerald Jackson en de hoboïst Terence MacDonagh een toonaangevend blaaskwintet binnen het orkest dat ook apart optrad. Hun bijnaam binnen het orkest was "The Royal Family". Na zijn vertrek werd hij eerste klarinettist bij het BBC Symphony Orchestra tot 1972 en daarna vervulde hij dezelfde functie bij het London Symphony Orchestra tot 1986.

## Uitvoeringen als solist
Brymer trad veelvuldig op als solist met orkest en vertolkte de meeste grote klarinetconcerten, zoals die van Mozart, Carl Maria von Weber en Gerald Finzi. Ook soleerde hij in blaaskwintetuitvoeringen van het klarinetquintet van Mozart en Johannes Brahms. Hij nam een aantal platen op, samen met orkesten als The Academy of St. Martin in the Fields waar hij de klarinetwerken van Mozart en Weber vertolkte. Het klarinetconcert nam hij driemaal op. Met zijn eigen blaaskwintet waar hij dirigent van was, de London Wind Solists, nam hij het complete oeuvre van Mozart voor blaasensembles op. Tevens zijn er plaatopnamen van hem waar hij soleert op de saxofoon. Er bestaan tevens nog niet commercieel uitgegeven geluidsopnamen van hem in de BBC-archieven. Als ensemblespeler was hij oprichter van het Wigmore Ensemble, lid van het Prometheus Ensemble, het London Baroque Ensemble, het Tuckwell Wind Quartet en het Robles Ensemble.

## Faam
Brymer werd in zijn tijd zowel nationaal als internationaal beschouwd als een van de grootste klarinettisten. Hij was een van de eerste solisten die systematisch een vibrato in zijn spel toepaste en er werden werken speciaal voor hem geschreven. De Engelse componisten Alan Paul en Guy Woolfenden schreven elk een klarinetconcert voor hem, Armstrong Gibbs schreef een klarinetquintet en Three Pieces en Alan Richardson zijn werk Roundelay. Brymer speelde ook moderner repertoire en nam met de John Harle Band muziek op geschreven door Fitkin maar is ook te vinden als de klarinettist die voorkomt op het Beatles-nummer A Day in the Life. In 1960 werd hij koninklijk onderscheiden met een Order of the British Empire.

## Docentschap en andere werkzaamheden
Brymer gaf over de gehele wereld les aan conservatoria op uitnodiging en was als hoogleraar verbonden aan de Londense Royal Academy of Music, de Guildhall School of Music and Drama en aan de Royal Military School of Music. Hij schreef verschillende boeken waarin hij een kijk gaf op zijn leven als musicus. Tevens was hij gedurende vele jaren presentator van diverse muziekprogramma's uitgezonden door de BBC. Tot zijn overlijden was hij president van de Clarinet and Saxophone Society of Great Britain. Brymer was gehuwd met de violiste Joan Richardson met wie hij een zoon kreeg.